# Dryxo fasciatus
Dryxo fasciatus är en tvåvingeart som först beskrevs av Jaennicke 1867.  Dryxo fasciatus ingår i släktet Dryxo och familjen vattenflugor. Inga underarter finns listade i Catalogue of Life.